# Altenburg
Altenburg er en by i den tyske delstat Thüringen med omkring 38.000 indbyggere.
Altenburg var fra 1826 til 1918 hovedstad i hertugdømmet Sachsen-Altenburg. Det tyske nationalkortspil skat blev opfundet i Altenburg mellem 1810 og 1820, og byen regnes stadigvæk for spillets mekka. Altenburg har et spillekortmuseum.